# Amsterdam (Canada)
Amsterdam is een gehucht ten noorden van Canora in de Canadese provincie Saskatchewan. Het gehucht is aan het begin van de twintigste eeuw door Nederlandse immigranten gesticht, vandaar ook de naam. In de hoogtijdagen van het gehucht bezat het een postkantoor, een graanzuiger, een garage en een school. Door de verstedelijking is het gehucht sterk uitgedund, net zoals veel andere dorpjes. Anno 2005 wonen er minder dan 25 mensen in Amsterdam, waarvan de meeste van Oekraïense afkomst zijn.